# Formazione del catasto urbano
La formazione del catasto urbano comprende tutte le operazioni atte a classificare tutti i beni immobili dello stato.
L'accertamento generale degli immobili si esegue per unità immobiliari ed è giusto precisare che non solo un generico fabbricato, ma qualsiasi porzione dello stesso (negozi, uffici, box), o un insieme di fabbricati capaci di produrre un reddito proprio, nonché un prefabbricato solo appoggiato al suolo purché stabile nel tempo come un'edicola costituiscono un'unità immobiliare; inoltre fanno parte di un'unità immobiliare tutti i suoi accessori e le sue dipendenze purché:
- Formino parte integrante della stessa unità immobiliare;
- Ne costituiscano completamento necessario ed anche solo efficiente;
- Concorrano a determinarne l'uso e la rendita.

## Operazioni per la formazione del catasto edilizio
La formazione del catasto è composta da una serie di operazioni.

### La qualificazione
Il territorio di ogni comune fu distinto in zone territoriali omogenee e devono comprendere zone in cui siano presenti unità immobiliari similari, nell'ambito di ognuna di essa vi è l'individuazione di microzone che sono la rappresentanza di una porzione di territorio comunale che presenta omogeneità nei caratteri di posizione, urbanistici, storico ambientali, socio economici, nonché nella dotazione di servizi, ed in ogni microzona vi sono unità immobiliari similari per vari aspetti.
Sono stati distinti tre raggruppamenti, ulteriormente divisi in sei gruppi di categorie.
IMMOBILI A DESTINAZIONE ORDINARIA: (NB: il redattore non specifica qui la fonte normativa di questa classificazione) 
- Gruppo A(Unità di consistenza = vano utile; immobili a destinazione residenziale)
  - A1 abitazioni di tipo signorile
  - A2 abitazioni di tipo civile
  - A3 abitazioni di tipo economico
  - A4 abitazioni di tipo popolare
  - A7 abitazioni in villini
  - A8 abitazioni in ville
  - A9 castelli e palazzi
  - A10 uffici e studi privati
  - A11 abitazioni ed alloggi tipici del luogo

- Gruppo B immobili ad uso collettivo; Unità di consistenza = m³
- Gruppo C immobili ad uso produttivo; Unità di consistenza = m²

IMMOBILI A DESTINAZIONE SPECIALE (gruppo D; unità di consistenza = stima per intero)
IMMOBILI A DESTINAZIONE PARTICOLARE (gruppo E,F; unità di consistenza = stima per intero)

### Quadro passato
Il catasto è un archivio enorme, e l'aggiornamento di questo è un'operazione molto lunga, pertanto sono vigenti due quadri di assegnazione degli immobili. 
Nell'ambito di ogni zona la qualificazione consiste nell'elencare con riferimento alle unità immobiliari presenti le varie categorie rappresentate dal quadro generale delle categorie:
- Immobili a destinazione ordinaria
  - Gruppo A comprendente principalmente abitazioni e uffici e castelli;
  - Gruppo B comprendente principalmente servizi pubblici per la cittadinanza, chiese, prigioni…;
  - Gruppo C comprendente principalmente servizi privati per i cittadini come stabilimenti balneari;
- Immobili a destinazione speciale.
  - Gruppo D comprendente principalmente servizi che hanno bisogno di fabbricati più grossi come alberghi, ospedali, locali attrezzati per esercizi sportivi…;

- Immobili a destinazione particolare.
  - Gruppo E comprendente principalmente fabbricati pubblici come stazioni, cimiteri, fari, fortificazioni, recinti per fiere…;
  - Gruppo F comprendente altre aree urbane non appartenenti o riconducibili alle categorie precedenti, esse sono le aree urbane, unità collabenti, unità in corso di costruzione/ultimazione, lastrici solari e le unità in attesa di dichiarazione (cic.1/2009 dell'ex agenzia del territorio)

### Quadro attuale
Questo quadro sopra indicato è da ritenersi però superato e il futuro quadro sarà:
- Unità immobiliari ordinarie.
  - Gruppo R che comprende principalmente unità immobiliari a destinazione abitativa di tipo privato e locali destinati a funzioni complementari;
  - Gruppo P che comprende principalmente unità immobiliari a destinazione pubblica o di interesse collettivo;
  - Gruppo T che comprende principalmente unità immobiliari a destinazione terziaria come negozi;
- Unità immobiliari speciali.
  - Gruppo V che comprende principalmente unità immobiliari speciali per funzioni pubbliche o di interesse collettivo come le stazioni;
  - Gruppo Z che comprende principalmente unità immobiliari speciali a destinazione terziaria, produttiva e diversa.

## La classificazione
Essa consiste nel dividere ogni categoria in tante classi quanti sono i gradi diversi delle capacità di reddito dei fabbricati della categoria, tenendo conto delle varie condizioni che la influenzano.
Compiute le operazioni di classificazione e qualificazione, viene compilato per ogni zona il quadro di classificazione e classamento, che indica le categorie riscontrate nella zona e il numero delle classi in cui ciascuna categoria è stata divisa.

## La formazione delle tariffe
La rendita catastale rappresenta “il reddito ordinario annuo mediamente ritraibile dall'unità immobiliare, al netto di spese e perdite e al lordo di imposte e contributi”. 
Le tariffe sono le rendite catastali per unità di consistenza delle unità immobiliari delle varie categorie e classi.
Esse sono state determinate moltiplicando il valore unitario di mercato per un saggio d'interesse dell'1% per le abitazioni, del 2% per gli uffici e del 3% per i negozi.
Tali coefficienti capitalizzati servono per determinare il valore unitario.

## L'accertamento
Le operazioni di accertamento consistono nel verificare, con sopralluogo da parte dei tecnici dell'U.T.E., le informazioni contenute nell'apposita scheda per la dichiarazione degli immobili urbani presentata dai singoli possessori e verificare la veridicità della condizione geometrica rappresentata nella planimetria allegata. 
Definiti e approvati dalle varie commissioni censuarie i quadri di qualificazione e classificazione per ogni zona censuaria si procede all'attribuzione ad ogni unità immobiliare di una specifica categoria e classe tra quelle previste dal quadro generale di qualificazione e classificazione della zona censuaria in cui l'unità è sita.